# 4-246-416-06
4-246-416-03, é um agente químico ativo sintético de formulação C34H54Br2N6O6.  